# 호텔뉴재팬 화재
호텔뉴재팬 화재(일본어: ホテルニュージャパン火災)는 1982년 2월 8일에 도쿄도 지요다구 나가타초에 있는 호텔뉴재팬에서 일어난 화재 사고이다. 이 사고로 33명이 사망하였다.

## 개요
화재는 1982년 2월 8일 오전 3시 24분에 발생하였다. 9층과 10층을 중심으로 같은 날 12시 30분이 지나서까지 9시간에 걸쳐 진압이 이루어졌다. 호텔 투숙객을 포함하여 사망자 33명(중화민국 국적 12명, 일본 국적 11명, 대한민국 국적 8명, 미국 국적 1명, 영국 국적 1명)·부상자 34명이 발생한 대참사였다. 도쿄 소방청의 조사에 따르면 발화의 원인은 9층 938호실에 투숙하고 있던 영국인 남성이 자면서 피우던 담배였다. 복도에서 직접적으로 불로 인해 사망한 사람도 많았지만, 유독가스를 포함한 연기를 피하기 위해 창문에서 뛰어내려 사망한 사람도 13명이나 있었다. 또한 9층과 10층의 생존자 중에는 시트를 줄대신으로 삼아 창문에서 밑층으로 피한 사람이나 소방대에게 구출된 사람도 있었다.
연소된 범위가 넓었던 원인은 '호텔 뉴재팬'이 거듭되는 소방당국의 지도를 무시하고 스프링클러(Fire sprinkler)와 같은 소방 설비를 제대로 설치하지 않았던 것, 화재 경보기와 호텔 방송시설의 고장, 적은 수 종업원들과 교육 부족에 따른 초동 대응의 미비, 객실 내 방화설비 미비 등 복합적인 요소에 따른 것이었다고 발표되었다.
이 화재는 일본 표준시 오전 3시 24분에 발화되어 12시 36분에 진화될 때까지 약 9시간에 걸쳐 건조주의보 발령중인 도심을 새빨갛게 태웠다.
이 날의 투숙객 442명 중 9층과 10층에 묵었던 것은 103명으로, 대부분 중화민국이나 대한민국에서 삿포로 눈축제 여행으로 온 투숙객이었다(61명).
도쿄 소방청은 제일 처음 3시 39분에 택시 운전사의 신고를 받고 소방차 등 21대와 구급차 1대를 보냈지만, '위층이 심하게 불타고 있어, 구조해야 할 사람이 매우 많다'는 현장 보고를 받아 오전 4시 2분에는 출장 태세 최고등급인 '화재 제4출장'(火災第4出場)을 발령하는 등 펌프차 48대, 사다리차 12대 등 123대 (소방대 101대, 구급대 22대)를 투입하고 소방총감이 현장 최고 지휘를 맡아, 모든 청이 화재 진압에 나섰다.
또한 이 화재가 발생한 다음 날에 일본항공 350편 추락 사고가 발생하여, 잇단 참사에 도쿄 소방청은 몸살을 앓았다.
이 화재로 호텔 뉴재팬의 수많은 불법 운영이 밝혀짐에 따라 사장 요코이 히데키는 업무상과실치사로 금고 3년의 실형 판결이 확정(1993년 11월 25일 일본 최고재판소)되었다. 요코이 사장은 화재 발생 현장에서 보도진에게 확성기로 '오늘은 아침 일찍부터 모여주셔서 감사합니다'라는 등 현장의 상황과 전혀 맞지 않는 발언을 한 것 외에도 '잘못한 것은 발화의 원인을 만든 투숙객'이라고 투숙객에게 책임을 전가하는 발언을 했다. 또한 화재 당시, 구조 작업보다도 호텔 내에 있는 고급 가구를 빼낼 것을 지시했다고 한다. 이런 행동으로 인해 국민들로부터 비난을 받게 되었다. 후에 현장에 온 나가노 쵸 특수구조대 대장 타카노에게 소위 “입막음 대가”로 뇌물을 보냈다가 되돌려 받은 것이 밝혀지기도 했다.

## 그 외
- 일본중앙경마회(JRA) 소속 조련사였던 니시즈카 토카치는 화재 당일 화재 현장이었던 9층에 체크인하였지만, 체크인 후 외출하여 늦게까지 돌아오지 않아 사고를 피했다.
- 비트 타케시는 화재 당일에 이곳에 묵을 예정이었으나 갖고 있던 돈이 부족하여, 어쩔 수 없이 신주쿠에 살고 있던 타카다 후미오에게 돈을 빌려 신주쿠 프린스 호텔에 묵게 되어 사고를 피했다[6].
- 23년 뒤인 2005년 3월에 일어난 시나가와 동성애자 살인사건의 범인은 사고 당일 대학 입시 시험으로 투숙하던 중에 화재가 발생하여 수험표와 필기구를 방에 둔 채로 대피하였다.

## 같이 보기
- 신주쿠 환락가 화재사고